# Hans-Peter Briegel
Hans-Peter Briegel (sinh ngày 11 tháng 10 năm 1955) là một cựu cầu thủ và huấn luyện viên bóng đá chuyên nghiệp người Đức, từng thi đấu ở vị trí hậu vệ hoặc tiền vệ phòng ngự.
Là một trong những cầu thủ Đức nổi tiếng nhất thời của mình, Briegel ban đầu theo đuổi điền kinh, đạt được nhiều thành công ở các môn như nhảy xa (thành tích cá nhân: 7m44 khi 16 tuổi), nhảy ba bước và đặc biệt là năm môn phối hợp, tiền thân của bảy môn phối hợp. Briegel cũng từng chạy 100 mét trong 10,8 giây (chính thức, bấm giờ tay) ở tuổi 16. Năm 17 tuổi, ông rời bỏ điền kinh để chơi bóng đá cho câu lạc bộ quê hương SV Rodenbach gần Kaiserslautern. Trong sự nghiệp cầu thủ, Briegel thường thi đấu ở vị trí hậu vệ trái và tiền vệ phòng ngự. 
Briegel nổi tiếng nhờ thể chất vượt trội, nền tảng thể lực, tốc độ và khả năng bền bỉ phi thường, trở thành biểu tượng cho phong cách “chiến binh” của bóng đá Đức thời đó. Biệt danh “Die Walz von der Pfalz” (tạm dịch: “Cỗ máy ủi xứ Pfalz”) của ông vừa mô tả lối chơi vừa ám chỉ quê hương ông. Briegel ghi tổng cộng 47 bàn trong 240 trận tại Bundesliga và không bao giờ mang bọc ống đồng trong sự nghiệp.

## Sự nghiệp câu lạc bộ
Hai năm sau khi gia nhập SV Rodenbach, Hans-Peter Briegel được Erich Ribbeck phát hiện và mời tham gia tập luyện tại 1. FC Kaiserslautern, nhờ Ribbeck ấn tượng với sức mạnh và sự bền bỉ của cầu thủ trẻ này. Dù ban đầu Briegel gặp khó khăn trong việc kết hợp giữa kỹ thuật bóng đá và thể chất vượt trội, ông dần tiến bộ nhờ luyện tập chăm chỉ. Sau khi không phù hợp ở vị trí tiền đạo, Briegel thể hiện tốt hơn ở vai trò hậu vệ. Ngày 10 tháng 4 năm 1976, Ribbeck tung ông vào sân thay người trong trận thắng 4–3 trước FC Bayern Munich. Briegel thi đấu cho 1. FC Kaiserslautern đến năm 1984 trước khi chuyển sang Hellas Verona ở Ý.
Tại Hellas Verona, Briegel nhanh chóng trở thành nhân tố quan trọng, giúp đội bóng bất ngờ giành chức vô địch Serie A vào năm 1985. Thành công này được xem là một trong những đỉnh cao sự nghiệp của ông, đặc biệt khi Serie A được coi là giải đấu mang tính kỹ thuật hàng đầu châu Âu. Cùng năm đó, Briegel được vinh danh là Cầu thủ xuất sắc nhất năm của Đức (Fußballer des Jahres), trở thành cầu thủ đầu tiên thi đấu ở nước ngoài nhận được danh hiệu này. Sau khi kết thúc hợp đồng với Hellas Verona, Briegel gia nhập U.C. Sampdoria và giành Coppa Italia trước khi giải nghệ vào năm 1988.

## Sự nghiệp quốc tế
Briegel ra mắt đội tuyển Tây Đức trong trận đấu vòng loại Euro 1980 gặp xứ Wales vào tháng 10 năm 1979. Ông khẳng định vị trí của mình tại giải đấu này, nơi Tây Đức giành chức vô địch. Briegel cũng góp mặt trong chiến dịch giành ngôi á quân của Tây Đức tại FIFA World Cup 1982 và tham dự Euro 1984 dưới sự dẫn dắt của HLV Jupp Derwall.
Trong trận chung kết World Cup 1982, Briegel gây ra một quả phạt đền sớm khi phạm lỗi với Bruno Conti, nhưng may mắn thay, đối thủ đá hỏng. Tuy nhiên, Tây Đức vẫn thất bại trong trận chung kết. Sau khi Franz Beckenbauer thay thế Derwall làm HLV, Briegel tiếp tục được triệu tập và tham dự World Cup 1986 tại Mexico. Trong trận chung kết gặp Argentina, Briegel mắc sai lầm khi không kịp bắt bài đường chuyền của Diego Maradona đến Jorge Burruchaga, dẫn đến bàn thắng quyết định của đối thủ.
Dưới thời Beckenbauer, người không hoàn toàn ưa chuộng phong cách thi đấu của Briegel, ông quyết định từ giã đội tuyển quốc gia sau World Cup 1986 để mở đường cho việc xây dựng đội hình mới cho Euro 1988. Trận đấu cuối cùng của ông cho Die Nationalmannschaft là lần thứ 72 khoác áo đội tuyển.

## Thống kê

### Club
| Club                 | Season       | League       | League | League | National cup | National cup | League cup | League cup | Continental | Continental | Total | Total |
| Club                 | Season       | Division     | Apps   | Goals  | Apps         | Goals        | Apps       | Goals      | Apps        | Goals       | Apps  | Goals |
| -------------------- | ------------ | ------------ | ------ | ------ | ------------ | ------------ | ---------- | ---------- | ----------- | ----------- | ----- | ----- |
| 1. FC Kaiserslautern | 1975–76      | Bundesliga   | 7      | 1      |              |              |            |            |             |             |       |       |
| 1. FC Kaiserslautern | 1976–77      | Bundesliga   | 15     | 1      |              |              |            |            |             |             |       |       |
| 1. FC Kaiserslautern | 1977–78      | Bundesliga   | 22     | 4      |              |              |            |            |             |             |       |       |
| 1. FC Kaiserslautern | 1978–79      | Bundesliga   | 31     | 4      |              |              |            |            |             |             |       |       |
| 1. FC Kaiserslautern | 1979–80      | Bundesliga   | 33     | 7      |              |              |            |            |             |             |       |       |
| 1. FC Kaiserslautern | 1980–81      | Bundesliga   | 34     | 6      |              |              |            |            |             |             |       |       |
| 1. FC Kaiserslautern | 1981–82      | Bundesliga   | 32     | 13     |              |              |            |            |             |             |       |       |
| 1. FC Kaiserslautern | 1982–83      | Bundesliga   | 33     | 8      |              |              |            |            |             |             |       |       |
| 1. FC Kaiserslautern | 1983–84      | Bundesliga   | 33     | 3      |              |              |            |            |             |             |       |       |
| 1. FC Kaiserslautern | Total        | Total        | 240    | 47     |              |              |            |            |             |             |       |       |
| Hellas Verona        | 1984–85      | Serie A      | 27     | 9      |              |              |            |            |             |             |       |       |
| Hellas Verona        | 1985–86      | Serie A      | 28     | 3      |              |              |            |            |             |             |       |       |
| Hellas Verona        | Total        | Total        | 55     | 12     |              |              |            |            |             |             |       |       |
| Sampdoria            | 1986–87      | Serie A      | 24     | 6      |              |              |            |            |             |             |       |       |
| Sampdoria            | 1987–88      | Serie A      | 27     | 3      |              |              |            |            |             |             |       |       |
| Sampdoria            | Total        | Total        | 51     | 9      |              |              |            |            |             |             |       |       |
| Career total         | Career total | Career total | 346    | 68     |              |              |            |            |             |             |       |       |

1. ↑  "Hans Peter Briegel". Turkish Football Federation. Truy cập ngày 20 tháng 12 năm 2020.
2. ↑  "Hans-Peter BRIEGEL". level-k.com. Truy cập ngày 14 tháng 11 năm 2008.
3. ↑  "Hans-Peter Briegel". world-soccer.or. Bản gốc lưu trữ ngày 2 tháng 12 năm 2024. Truy cập ngày 23 tháng 1 năm 2011.